# Právě začínáme
Právě začínáme je česká filmová komedie z roku 1946, kterou natočil režisér Vladimír Slavínský s Jaroslavem Marvanem, Jindřichem Plachtou a Medou Valentovou v hlavních rolích. Film patří k nejnavštěvovanějším českým filmům natočeným do roku 1993. Premiéru měl 8. listopadu 1946.
Film se natáčel v pražských ateliérech Radlice a byl to poslední dlouhometrážní film tam natočený.

## Děj filmu
Sidonie Vosáhlová je majitelkou kočovného varieté, ve kterém sama vystupuje jako "železná žena" nebo "ženský Herkules", jejím manželem je Bohouš Vosáhlo. František Diviš je trhovec, který nabízí po jarmarcích laciné zboží, takže se často potkávají. Jednou Vosáhlo od ženy uteče a jezdí pak sám s Divišem po poutích. Diviš není dobrý obchodník, zato Vosáhlo je výmluvný a umí Divišovo zboží dobře prodávat. Dokonce se jim při pokusu o výrobu kosmetického přípravku podaří vyrobit obchodně úspěšné univerzální lepidlo „Držíto“.
Když je Divišovi svěřen do péče osiřelý chlapec Pepík Strnad, který je synem Divišovy dávné lásky a Diviš je omylem považován za jeho otce, oba muži si chlapce oblíbí a starají se o něj. Skutečným otcem je však hrubián Karel Rabas, který vystupuje ve varieté u Sidonie jako jezdec na Stěně smrti. Přestože se předtím nikdy o syna a jeho matku nestaral, když se o nové situaci dozví, napadne ho něco z ní získat a chlapce unese. Diviš s Vosáhlem se snaží Pepíka najít; podnapilý Rabas se ale při jedné z jízd zabije a Pepík uteče zpátky k Divišovi a Vosáhlovi.
Také Sidonii se konečně podaří vypátrat manžela a aby se s ním smířila, prodá svůj podnik a koupí dům, v němž Vosáhlo žije s Divišem a Pepíkem.

## Výroba a tvůrci
Film vyrobila v roce 1946 společnost Československý státní film, režíroval ho Vladimír Slavínský podle námětu a scénáře Josefa Neuberga a Františka Vlčka, scénu navrhl Štěpán Kopecký, hudbu složil Josef Dobeš.

## Obsazení
| Jindřich Plachta   | trhovec František Diviš                               |
| Jaroslav Marvan    | vyvolávač Bohouš Vosáhlo                              |
| Meda Valentová     | silačka Sidonie alias Ženský Herkules, Vosáhlova žena |
| Josef Kotapiš      | Karel Rabas, jezdec na Stěně smrti                    |
| Eman Fiala         | Eman, vyvolávač na Stěně smrti                        |
| Antonín Mikulič    | Pepík Strnad, Divišův nevlastní syn                   |
| Václav Trégl       | střelec Lojza Kačaba alias Arab Al Kač Abu            |
| Vladimír Hlavatý   | pekař Josef Havlík                                    |
| Eduard Dubský      | advokát                                               |
| Jaroslav Štercl    | listonoš                                              |
| Rudolf Deyl mladší | mladík s lepidlem                                     |
| Luba Skořepová     | divačka na Stěně smrti                                |